# AKB48 重溫時間 最佳曲目200 2014
AKB48 重温时间 最佳曲目200 2014（日語：AKB48 リクエストアワー セットリストベスト200 2014，簡稱 Rikuawa Nisenjuuyon）是日本女子偶像組合AKB48在2014年1月23日至1月26日於東京巨蛋表演廳、以及在同年4月6日在埼玉超級競技場举办的演唱会。「重溫時間 最佳曲目200」是AKB48自2008年起一年一度舉辦的活動，而本年度已是連續第七年舉辦，但是與之前六屆不同的是，本年度的入選歌曲範圍由100首擴大到200首，數量增加了一倍。

## 概要
「最佳曲目200」的排名是透過歌迷對AKB48以及其姊妹組合SKE48、NMB48、HKT48和SDN48（已解散）的所有歌曲（共661首，包括收錄在單曲或專輯的歌曲和劇場公演歌曲以及部分替换了部分歌词的特殊歌曲，但不包括solo和小分隊）進行投票，並在2014年1月23日至26日的4天内，由第200名起以倒數的形式每天公開25首，直至第101首為止，其後再于同年的4月6日一次公布前100首歌的名次。投票時間為2013年12月10日10時至同年12月27日15時00分（JST）。
在本次「最佳曲目200」的最後一個活動日4月6日當天，不少已經從團體畢業的成員都再次現身台上，包括在第35與36名的歌曲之間的過場對話段落中客串演出的前「神7」成員前田敦子和板野友美、在排名27名的《崇尚麻里子》一曲中擔任中央成員的「限定1日復歸」篠田麻里子，以及早前宣布畢業、在最終日的演唱會上只演出《淚中帶笑》（泣きながら微笑んで，排名第13名）一曲的大島優子。與此相反，AKB48內的一個非官方衍生組合「SONE」在最終日的表演途中宣布解散，並翻唱ZONE在2001年發行的單曲《secret base ～你給我的東西～》作畢業公演。此外，在演唱會完結前也發佈了數個重要訊息，分別是導演中田秀夫決定即將開拍一齣恐怖電影，並將在4至5月的面試後由AKB48集團的所有成員當中選出一名女主角，以及大組閣後48集團各隊伍新公演的開始日期。
由於演唱會的門票數量有限，門票的發放是透過抽籤決定的，憑票入場者也需要在入場時出示身分證明文件。

## 投票資格
- AKB48第34張單曲《倘若在梧桐樹的路上對你說「我夢見了你的微笑」之後我們的關係會有什麼樣的變化呢、我兀自持續想了好多天最後有點難為情地得到了一個結論》通常盤、初回限定盤及剧场盘購入者
- AKB48歌迷會「二本柱之会」会員
- AKB OFFICIAL NET会員
- 以下各團體官方携帶網站会員
  - AKB48 Mobile
  - SKE48 Mobile
  - NMB48 Mobile
  - HKT48 Mobile
- AKB48官方智能手機会員
- DMM.com月額見放題會員
  - 「AKB48 LIVE!! ON DEMAND」
  - 「SKE48 LIVE!! ON DEMAND」
  - 「NMB48 LIVE!! ON DEMAND」
  - 「HKT48 LIVE!! ON DEMAND」

## 結果
本屆「最佳曲目200」的第一名由收錄在AKB48單曲《真心電流》中、由Team 4演唱的《清純哲學》（清純フィロソフィー）獲得，擊敗了2013年銷量最高的《再見自由式》（第118名）、日本唱片大獎優秀作品《戀愛的幸運餅乾》（第3名）以及擁有AKB48史上最長標題的《倘若在梧桐樹的路上對你說「我夢見了你的微笑」之後我們的關係會有什麼樣的變化呢、我兀自持續想了好多天最後有點難為情地得到了一個結論》（第2名），也是繼去年度的《跑吧！企鵝》後再一次由Team 4的歌曲奪冠，達成兩連霸。值得注意的是，在本次排名頭50名的歌曲中有多達30首是從未上榜的新歌曲，而且由次時代成員和姊妹團體演唱的上榜歌曲數量大幅增加，如小分隊「田〜須〜&村〜松」（だ〜す〜&つ〜ま〜）所演唱的《這裏來一發》（ここで一発）得到姊妹團體歷史上第二高的第四名，《清純哲學》更獲得冠軍，顯示AKB48集團的「世代交替」已經正式開始。

### 第1天
- 幕前播报：Team U-CAN（川荣李奈、横山由依）

- 幕后播报：川荣李奈

### 第2天
- 幕前播报：Team U-CAN、指原莉乃

- 幕后播报：横山由依

### 第3天
- 幕前播报：小嶋真子

- 幕后播报：小嶋真子

### 第4天
- 幕前播报：冈田奈奈

- 幕后播报：冈田奈奈

### 第5天
- 開場時間：9:30（JST）
- 開演時間：11:00（JST）

第1節
- 幕前播报：西野未姫

- 幕後播報：加藤玲奈

第2節
- 開場時間：15:30（JST）
- 開演時間：17:00（JST）
- 幕前播报：倉持明日香

- 幕後播報：小嶋真子

## 衍生組合祭2014
1月27日，緊接前四天的演唱會，AKB48於同一場地舉辦了「AKB48 衍生組合祭 2014」（AKB48 ユニット祭り2014）演唱會。顧名思義，這場演唱會的部份歌曲由衍生組合負責演出，包括no3b、Not yet、French Kiss、走廊奔跑隊和小瓢虫chu!（てんとうむChu!），另外亦有發行了個人單曲的成員表演她們的歌曲。衍生組合祭都有在日本各地的電影院現場直播。这场演唱会的歌单如下：
- 幕前播报：大和田南那

1. 《overture》
2. 《微笑捉迷藏》（スマイル神隠し） - 小瓢虫chu!（てんとうむChu!）[注 11]
3. 《只给你的Chu!Chu!Chu!》（君だけにChu!Chu!Chu!） - 大和田南那、太田梦莉、向井地美音、込山榛香、熊崎晴香、田中美久、矢吹奈子
4. 《松村LOVE！》（マツムラブ!） - 松村香织
5. 《After Rain》- 全员
6. 《鞆之浦的爱慕之情》（鞆の浦慕情）  - 岩佐美咲
7. 《远距离海报》（遠距離ポスター）  - 高桥朱里、岩立沙穂、薮下柊、宫脇咲良、西野未姬、冈田奈奈、村山彩希
8. 《10硬币与面包》（10クローネとパン） - 横山由依、山本彩、藤江丽奈、儿玉遥、古畑奈和
9. 《任性的流星》（わがままな流れ星） - 川荣李奈、岛崎遥香
10. 《喇叭练习中》（ラッパ練習中） - 渡边麻友
11. 《宛如他人的Sunset beach》（他人行儀なSunset beach） - 渡边美优纪、山内铃兰、须田亚香里、多田爱佳
12. 《狼与自尊》（狼とプライド） - 入山杏奈、白间美瑠
13. 《Birthday wedding》 - 柏木由纪
14. 《教你 猎男的方法》（ボーイハントの方法　教えます） - 指原莉乃、岛崎遥香、木崎由里亚、矢仓枫子
15. 《蟋蟀人》（キリギリス人） - no3b
16. 《Romance Privacy》（ロマンス・プライバシー） - French Kiss
17. 《Stoic美学》（Stoicな美学） - 渡边麻友、市川美织、大场美奈、木本花音、薮下柊、宫脇咲良、矢吹奈子
18. 《就是喜欢你》（それでも好きだよ） - 指原莉乃
19. 《一二三》（イチニノサン） - 大岛优子、永尾玛利亚、峯岸南、古川爱李、高城亚树
20. 《一直在身边》（いつもそばに） - 仓持明日香
21. 《我 像一片叶子》（わたし　リーフ） - 松井珠理奈、入山杏奈、川荣李奈、大和田南那
22. 《Jane Doe》 - 高桥南
23. 《下一个耳环》（次のピアス） - Not yet
24. 《因为刚淋了浴》（シャワーの後だから）- 柏木由纪、小嶋阳菜、松井玲奈
25. 《欠JJ的东西》（JJに借りたもの） - 高桥南、山田菜菜、梅田彩佳、高柳明音、北原里英、仓持明日香
26. 《初恋冲刺》（初恋ダッシュ） - 走廊奔跑隊
27. 《完美的Gu字音》（完璧ぐ〜のね） - 同上
28. 《真心电流》（ハート・エレキ） - 选拔成员
29. 《倘若在梧桐树的路上对你说“我梦见了你的微笑”之后我们的关系会有什么样的变化呢﹑我兀自持续想了好多天最后有点难为情地得到了一个结论》（鈴懸の木の道で「君の微笑みを夢に見る」と言ってしまったら僕たちの関係はどう変わってしまうのか、僕なりに何日か考えた上でのやや気恥ずかしい結論のようなもの） - 部分成员
30. 《再见自由式》（さよならクロール） - 全员
31. 《戀愛的幸運餅乾》（恋するフォーチュンクッキー） - 全员

安可曲
1. 《勇往直前》（前しか向かねえ） - 选拔成员
2. 《无限重播》（ヘビーローテーション） - 全员

## 外部連結
- 官方主題頁面：http://www.akb48.co.jp/request_hour/2014/（页面存档备份，存于）（日語）